# Yeon-ae malgo gyeolhon
Yeon-ae malgo gyeolhon (연애 말고 결혼?, lett. Matrimonio, niente appuntamenti; titolo internazionale Marriage, Not Dating, conosciuta anche come Marriage Without Love) è una serie televisiva sudcoreana trasmessa su tvN dal 4 luglio al 23 agosto 2014.

## Trama
Il benestante chirurgo plastico Gong Ki-tae non ha alcun interesse a sposarsi, al contrario di Joo Jang-mi, che il matrimonio è tutto ciò che sogna. Nel tentativo di far smettere i suoi genitori di organizzare appuntamenti al buio, Ki-tae porta volutamente Jang-mi a casa, presentandola come sua ragazza, certo della disapprovazione dei suoi genitori.

## Personaggi

### Personaggi principali
- Gong Ki-tae, interpretato da Yeon Woo-jin.
Un chirurgo plastico di successo di 33 anni con una personalità abrasiva. Ki-tae adora la solitudine e stare da solo, con grande costernazione dei suoi genitori.
- Joo Jang-mi, interpretata da Han Groo.
Una ragazza di 29 anni che crede nel vero amore, nonostante i suoi innumerevoli fallimenti nelle passate relazioni. Lavora come dipendente in un negozio di lusso, pur non essendo molto ricca. Anche se la sua età e classe socio-economica fanno di lei una sposa poco attraente in "campo matrimoniale", Jang-mi è determinata a trovare l'uomo giusto, anche perché la sua più grande paura è rimanere single.
- Han Yeo-reum, interpretato da Jeong Jin-woon.
Un cameriere di un ristorante con l'aspirazione di diventare chef. Pur avendo una personalità dolce e giocosa, non dà molta confidenza a chiunque si avvicini troppo, per via del suo doloroso passato, quando sua madre lo abbandonò da bambino.
- Kang Se-ah, interpretata da Han Sunhwa.
È una donna ricca e indipendente che lavora come chirurgo plastico nell'ospedale di suo padre. Dopo la rottura tre anni prima con Ki-tae, Se-ah è convinta che le donne possano fare a meno degli uomini. Al fine di rimanere incinta, comincia a ricattare Ki-tae, affinché lui le dia i suoi geni.
- Lee Hoon-dong, interpretato da Heo Jung-min.
Il proprietario di un ristorante di lusso, è il migliore amico di Ki-tae. In passato, Hoon-dong ha dato appuntamento a Jang-mi, ma le ha spezzato il cuore e l'ha accusata di essere una stalker, nonostante poi si sia pentito di quello che ha fatto.
- Nam Hyun-hee, interpretata da Yoon So-hee.
Collega di lavoro di Jang-mi, è interessata a trovare un uomo che sia ricco, ma, dopo il loro incontro, s'innamora di Hoon-dong.

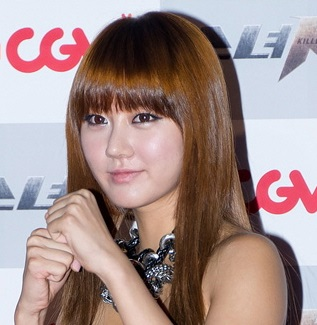
Han Groo interpreta Joo Jang-mi.
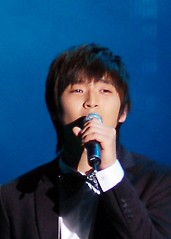
Jeong Jinwoon interpreta Han Yeo-reum.
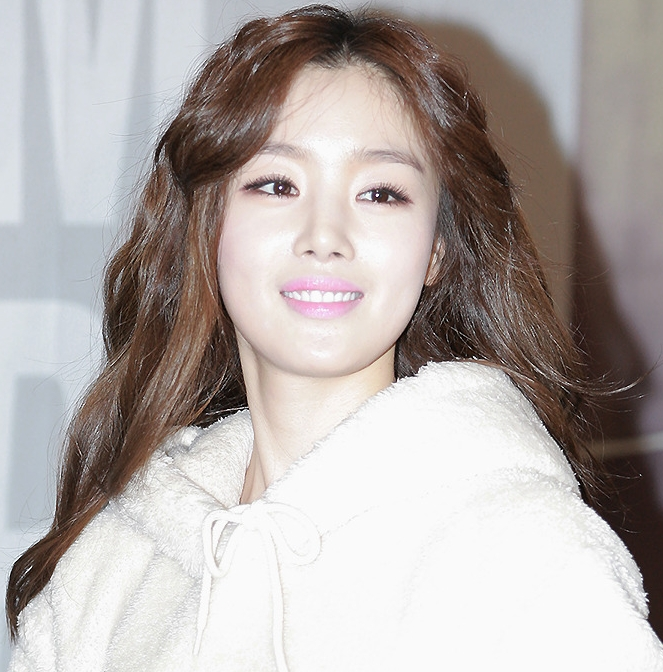
Han Sunhwa interpreta Kang Se-ah.

### Altri personaggi
- Shin Bong-hyang, interpretata da Kim Hae-sook.
La madre di Ki-tae. Apparentemente fredda e distaccata, vuole ad ogni costo che suo figlio si sposi al più presto, nonostante lui non sia interessato.
- Gong Soo-hwan, interpretato da Kim Kap-soo.
Il padre di Ki-tae. Fa il medico.
- Na So-nyeo, interpretata da Im Ye-jin.
La madre di Jang-mi. Lei e suo marito gestiscono un ristorante, e sono in continuo litigio.
- Joo Kyung-pyo, interpretato da Park Jun-gyu.
Il padre di Jang-mi. Lui e sua moglie sono molto felici che Jang-mi stia con un medico.
- Gong Mi-jung, interpretata da Park Hee-jin.
È colei che aiuta la madre di Ki-tae, Bong-hyang, a trovare la prova che il rapporto tra Jang-mi e Ki-tae è falso.
- Noh Geum-soon, interpretata da Kim Young-ok.
La nonna di Ki-tae, è l'unico membro della famiglia che approvi la relazione tra suo nipote e Jang-mi.
- Madre di Hoon-dong, interpretata da Lee Bo-hee.
Una vedova benestante che stravede per il suo unico figlio.
- Chef Uhm, interpretato da Choi Hyun.
Lavora nel ristorante di Hoon-dong, a cui sottrae tutti i profitti. Ha una certa rivalità con Yeo-reum.
- Madre di Hyun-hee, interpretata da Lee Yeon-kyung.

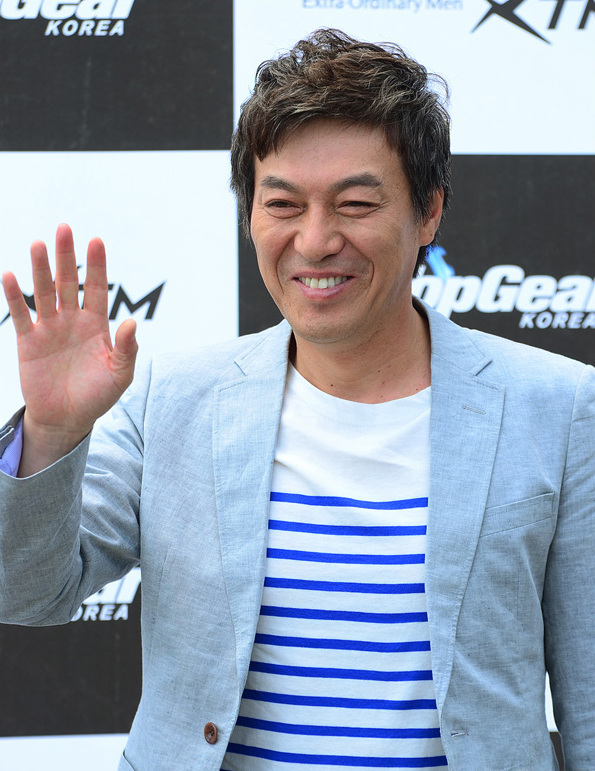
Kim Kap-soo interpreta Gong Soo-hwan.

## Ascolti
| Episodio | Data di trasmissione | Titolo                                                            | Dati AGB (a livello nazionale) |
| -------- | -------------------- | ----------------------------------------------------------------- | ------------------------------ |
| 1        | 4 luglio 2014        | Un modo educato per lasciarsi                                     | 0,85%                          |
| 2        | 5 luglio 2014        | Gentilezza diffusa vantaggiosa: occupati del tuo laghetto         | 1,36%                          |
| 3        | 11 luglio 2014       | Essere felici da soli                                             | 1,75%                          |
| 4        | 12 luglio 2014       | Per chi cuciniamo pancake                                         | 1,57%                          |
| 5        | 18 luglio 2014       | Parole che posso dire solo a te                                   | 1,90%                          |
| 6        | 19 luglio 2014       | Io, che sembro solo, non sono solo, ma sembro solo                | 1,51%                          |
| 7        | 25 luglio 2014       | Va bene anche se non va bene                                      | 2,21%                          |
| 8        | 26 luglio 2014       | Sposami se puoi                                                   | 2,13%                          |
| 9        | 1º agosto 2014       | Una notte in un posto lontano                                     | 2,38%                          |
| 10       | 2 agosto 2014        | La cosa che dovresti tenere nascosta fino all'ultimissimo momento | 2,00%                          |
| 11       | 8 agosto 2014        | Dichiarazione (Torna indietro)                                    | 2,61%                          |
| 12       | 9 agosto 2014        | La sincerità sarà capita?                                         | 1,97%                          |
| 13       | 15 agosto 2014       | Non appoggiarti e non aspettarti nulla                            | 3,31%                          |
| 14       | 16 agosto 2014       | Mi dispiace di non essere cool                                    | 2,05%                          |
| 15       | 22 agosto 2014       | Due donne che amavano un uomo                                     | 2,28%                          |
| 16       | 23 agosto 2014       | Tuttavia, il matrimonio                                           | 1,62%                          |
| Media    | Media                |                                                                   | 1,97%                          |

## Colonna sonora
1. Stop the Love Now (연애는 이제 그만) – Ben
2. Love Lane – Mamamoo[2]
3. Just One Day (하루만) – Son Ho Young e Danny Ahn[3]
4. Hope and Hope (바라고 바라고) – Kim Na Young
5. Stop the Love Now (연애는 이제 그만) (Rock Ver.) – Han Groo e 2morro
6. Call My Name – Han Byul dei LEDApple[4]
7. Just One Day (하루만) (Solo Ver.) – Son Ho Young
8. Hope and Hope (바라고 바라고) (Guitar Ver.) – AA.VV.
9. Love Lane (Inst.) – AA.VV.
10. Sugar Sugar – AA.VV.
11. Ro-Comic – AA.VV.
12. What's Up? – AA.VV.
13. Hoon-Dong's Theme – AA.VV.
14. Farewell Talk (이별얘기) – AA.VV.
15. Love Knots – AA.VV.

## Riconoscimenti
| Anno | Premio                                  | Categoria               | Ricevente     | Risultato   |
| ---- | --------------------------------------- | ----------------------- | ------------- | ----------- |
| 2014 | Seoul International Youth Film Festival | Miglior giovane attore  | Jeong Jinwoon | Candidato/a |
| 2014 | Seoul International Youth Film Festival | Miglior giovane attrice | Han Sunhwa    | Candidato/a |

## Distribuzioni internazionali
| Paese     | Canale/i                   | Prima TV                     | Titolo adottato                                       |
| --------- | -------------------------- | ---------------------------- | ----------------------------------------------------- |
| Taiwan    | GTV                        | 24 novembre-24 dicembre 2014 | 不要戀愛要結婚 (Sposarsi senza amore)                 |
| Singapore | MediaCorp Channel U        | 19 gennaio-17 febbraio 2015  | 不要戀愛要結婚 (Sposarsi senza amore)                 |
| Birmania  | SKYNET International Drama | 8 gennaio-4 marzo 2015       |                                                       |
| Hong Kong | TVB Korean Drama           | 5 aprile-24 maggio 2015      | 不要戀愛要結婚 (Sposarsi senza amore)                 |
| Malaysia  | TV9                        | aprile 2015-conclusa         | Marriage, Not Dating (Matrimonio, non frequentazione) |
| Filippine | ABS-CBN                    | 4 maggio-19 giugno 2015      | Let's Get Married! (Sposiamoci!)                      |